# The Road Within
Pour plus de détails, voir Fiche technique et Distribution.
The Road Within est une comédie dramatique américaine écrite et réalisée par Gren Wells, sortie en 2014.
Il s'agit du remake américain du film allemand Vincent, ses amis et sa mer de Ralf Huettner, sorti en 2010.

## Synopsis
Vincent est un jeune homme atteint du syndrome de Gilles de La Tourette. Après la mort de sa mère, son père, un homme politique avec qui il entretient des rapports compliqués, décide de l'envoyer dans une clinique spécialisée pour qu'il ne devienne pas une embûche pour sa carrière. Vincent fait la connaissance de Marie, une anorexique mal dans sa peau dont il tombe amoureux. Les deux décident de s'évader de l'institution et entraîne avec eux Alex, le colocataire de Vincent, atteint de TOC. Les trois s'embarquent dans un voyage dans le but de répandre les cendres de la mère de Vincent dans l'océan.

## Fiche technique
- Titre original et français : The Road Within
- Réalisation et scénario : Gren Wells
- Photographie : Christopher Baffa
- Costumes : Magali Guidasci
- Montage : Terel Gibson
- Musique : Josh Debney
- Production : Brent Emery, Bradley Gallo, Michael A. Helfant, Guy J. Louthan et Robert Stein
- Sociétés de production : Well Go USA Entertainment
- Sociétés de distribution : Marco Polo Distribution
- Pays d'origine :  États-Unis
- Langue originale : anglais
- Format : couleurs
- Genre : Comédie dramatique
- Durée : 100 minutes
- Dates de sortie : 
  -  États-Unis : 
    - 18 juin 2014 (Festival du film de Los Angeles)
    - 17 avril 2015 (sortie nationale)

  -  France : 13 décembre 2017 (DVD)

## Distribution
- Robert Sheehan (VF : Hugo Brunswick) : Vincent
- Dev Patel (VF : Juan Llorca) : Alex
- Zoë Kravitz (VF : Célia Asensio) : Marie
- Robert Patrick (VF : Michel Vigné) : Robert
- Kyra Sedgwick (VF : Élisabeth Fargeot) : Dr. Mia Rose